# Neobouteloua lophostachya
Neobouteloua lophostachya är en gräsart som först beskrevs av August Heinrich Rudolf Grisebach, och fick sitt nu gällande namn av Gould. Neobouteloua lophostachya ingår i släktet Neobouteloua och familjen gräs. Inga underarter finns listade i Catalogue of Life.